# 奈良県道153号三輪停車場線
奈良県道153号三輪停車場線（ならけんどう153ごう みわていしゃじょうせん）は、奈良県桜井市を通る一般県道である。

## 概要
JR西日本桜井線 三輪駅前から桜井市大字三輪に至る。

### 路線データ
- 起点：桜井市大字三輪（JR西日本桜井線 三輪駅前）
- 終点：桜井市大字三輪（三輪交差点、国道169号交点）

## 地理

### 通過する自治体
- 奈良県
  - 桜井市

### 交差する道路
| 交差する道路              | 交差する場所 | 交差する場所      |
| ------------------------- | ------------ | ----------------- |
| 奈良県道199号慈恩寺三輪線 | 大字三輪     |                   |
| 国道169号                 | 大字三輪     | 三輪交差点 / 終点 |

### 沿線
- JR西日本桜井線 三輪駅